# 卢鋈
卢鋈（1911年—），男，安徽无为人，中国气象学家，曾任第三届全国人大代表，第三、五届全国政协委员。